# Bothrideridae
Famille
Synonymes
Anommatidae,
Les Bothrideridae sont une famille de petits coléoptères appartenant au sous-ordre Polyphaga. Ils sont répandus dans le monde entier, la plupart étant originaires des tropiques de l'Ancien Monde.

## Description
Ces coléoptères mesurent de 1,4 à 12 millimètres de long à l'âge adulte. Ils ont généralement des corps très allongés, certains plus de 4 fois plus longs que larges. Ils peuvent être cylindriques ou un peu aplatis. Ils sont de couleur jaune à noire, certains avec des motifs variés et d'autres avec des taches rouges. Ils sont glabres à légèrement poilus, ou de texture écailleuse. Leurs antennes ont 9 à 11 segments et sont généralement en forme de masse aux extrémités. Leurs larves allongées mesurent jusqu'à 18 millimètres de long.

## Biologie et écologie
La plupart des coléoptères de cette famille vivent sous l'écorce des arbres. Les espèces de la sous-famille des Anommatinae vivent dans le sol, en particulier dans la couche supérieure riche en compost et la litière organique.
Les larves de certaines espèces sont des ectoparasitoïdes d'autres insectes, notamment d'autres coléoptères foreurs, de guêpes Xiphydriidae (en) et d'abeilles charpentières. Ces espèces se nourrissent de leurs hôtes ; les espèces non-parasites se nourrissent généralement de champignons.

## Diversité
Il existe quatre sous-familles : Bothriderinae, Teredinae, Xylariophilinae et Anommatinae. Ces sous-familles contiennent environ 38 genres, avec environ 400 espèces décrites.

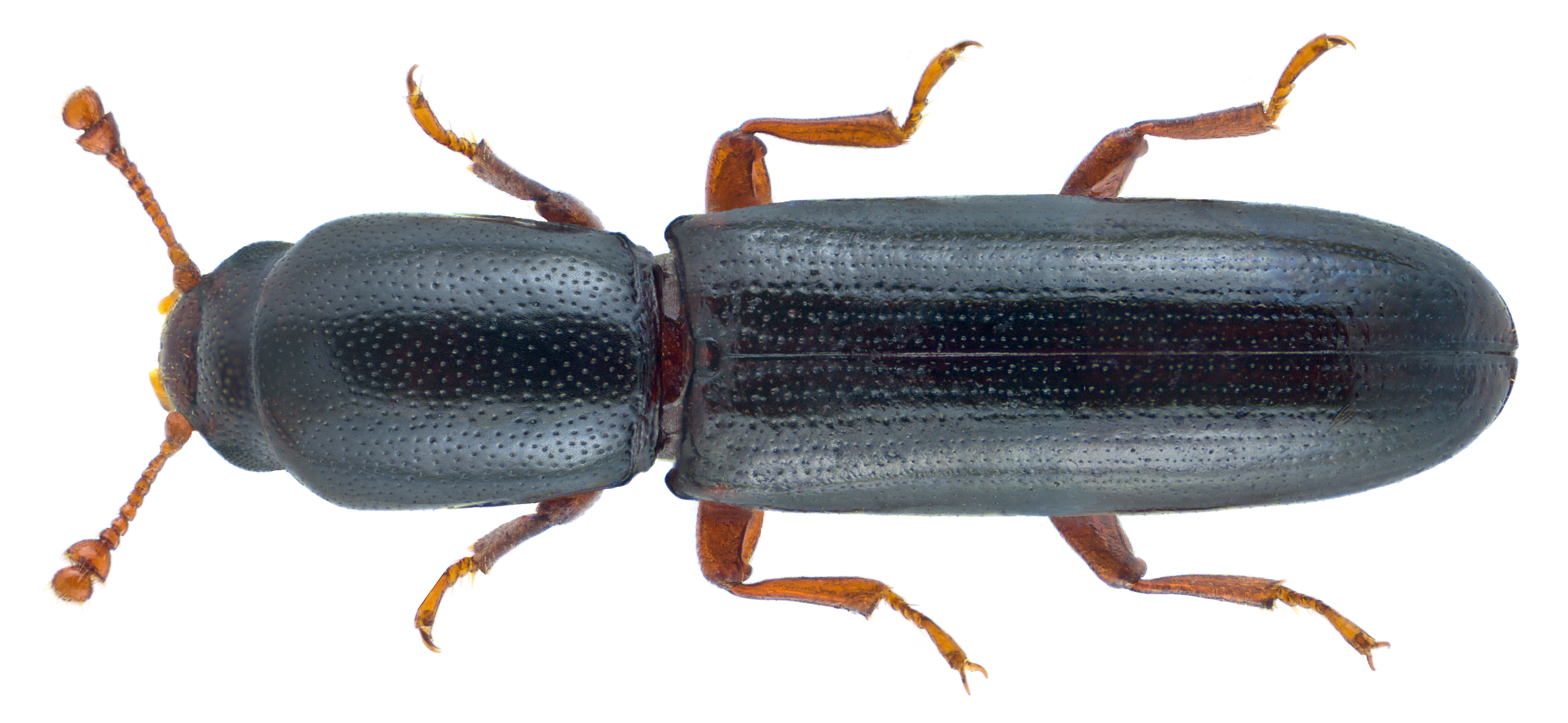
Teredus cylindricus.

Parmi les genres, on trouve , :
- Abromus
- Anommatus
- Bothrideres (en)
- Dastarcus
- Deretaphrus (en)
- Lithophorus (en)
- Ogmoderes
- Oxylaemus (en)
- Prolyctus (en)
- Rustleria (en)
- Sosylus (en)
- Teredus
- Xylariophilus